# Liste öffentlicher Kneipp-Anlagen in Ulm
In der Liste öffentlicher Kneipp-Anlagen in Ulm sind öffentliche Kneipp-Anlagen für Orte, die zum Stadtkreis Ulm in Baden-Württemberg gehören, aufgeführt. Sie ist primär nach Orten sortiert, unabhängig davon, ob es sich um Ortsteile, Gemeinden oder Städte handelt. Kneipp-Anlagen können laut Kneipp-Bund in Form von Wassertretanlagen oder Armbecken vorliegen und unterliegen grundsätzlich nicht der Trinkwasserverordnung. Kneipp-Anlagen werden häufig künstlich angelegt. Daneben gibt es in den natürlichen Verlauf von Fließgewässern eingebettete Wassertretstellen. Kneippen ist eine Behandlungsmethode der Hydrotherapie, die auf der Grundlage von Sebastian Kneipp angewendet wird. Hierbei wird in kaltem Wasser auf der Stelle geschritten. In Armbecken werden die Arme bis zur Mitte der Oberarme ins kalte Wasser getaucht. Die Liste erhebt keinen Anspruch auf Vollständigkeit.

## Kneipp-Anlagen in Ulm
Derzeit sind in Ulm drei öffentliche Kneipp-Anlagen erfasst (Stand: 8. Juni 2021):
| Bild                                        | Ort            | Beschreibung                                                     | ↴ Zufluss / ↳ Abfluss       | Standort |
| ------------------------------------------- | -------------- | ---------------------------------------------------------------- | --------------------------- | -------- |
| Kneipp-Anlage Ulm Blauinsel                 | Ulm-Stadtmitte | Kneipp-Anlage Ulm Blauinsel.                                     | ↴↳ Große Blau               | ⊙        |
| Kneipp-Anlage Ulm-Wiblingen Gögglinger Wald | Ulm-Wiblingen  | Kneippbecken Ulm-Wiblingen im Gögglinger Wald (Trimm-dich-Pfad). | ↴↳ Buchhaugraben            | ⊙        |
| Kneipp-Anlage Ulm Friedrichsau              | Ulm-Oststadt   | Kneipp-Anlage Ulm Friedrichsau.                                  | ↴ Trinkwassernetz / ↳ Donau | ⊙        |